# Vương Hột
Vương Hột (chữ Hán: 王齕; ? - 244 TCN) là tướng quân nước Tần cuối thời Chiến Quốc.

## Sự nghiệp

### Trận Thượng Đảng
Năm 265 TCN, Tần Chiêu Tương vương sai Tả thứ trưởng Vương Hột mang quân đánh Hàn. Chiếm thành Dã Vương, bao vây quận Thượng Đảng trong mấy năm.
Năm 262 TCN, tướng giữ Thượng Đảng là Phùng Đình liệu thế không giữ được, bèn đem thành Thượng Đảng dâng vua Triệu để buộc Triệu Vương cùng Hàn chống Tần. Vua Triệu nhận Thượng Đảng nhưng không cứu trợ cho Phùng Đình đang bị vây. Khi Liêm Pha đi cứu thì Vương Hột đã đánh vỡ Thượng Đảng. Phùng Đình mang dân chạy sang nương nhờ nước Triệu.

### Trận Trường Bình
262 TCN, Vương Hột đụng độ Liêm Pha ở Trường Bình. Liêm Pha biết thế quân Tần mạnh, cố thủ suốt 2 năm không đánh.
260 TCN, Tần Chiêu Tương Vương dùng kế ly gián, khiến Triệu Vương thay Liêm Pha bằng Triệu Quát, đồng thời bí mật phái Vũ An quân Bạch Khởi ra mặt trận làm chủ tướng, cho Vương Hột làm phó tướng. Tần vương còn ra lệnh trong quân Tần:
Hễ ai tiết lộ tin Bạch Khởi làm tướng chỉ huy thì sẽ bị chém.
Quân Tần giữ đúng phép tắc, không để lộ thông tin ra ngoài. Vì vậy quân Triệu vẫn tin rằng người chỉ huy bên quân Tần là Vương Hột.

### Đánh Triệu
Sau chiến thắng Trường Bình, năm 259 TCN, Vương Hột đánh hạ Vũ An (nay là tây nam Vũ An, Hà Bắc), Bì Lao (đông bắc huyện Dực Thành, Sơn Tây ngày nay) áp sát kinh đô Hàm Đan của nước Triệu.
Năm 258 TCN, Tần Chiêu Tương Vương giận Bạch Khởi cáo bệnh không chịu xuất chiến, lệnh Vương Hột thay Vương Lăng làm chủ tướng đánh kinh đô Hàm Đan nước Triệu. Vây thành nhiều tháng nhưng không hạ được thành, thương vong vô số. Xuân Thân Quân và Tín Lăng Quân phái quân tới cứu, quân Tần thất bại nặng nề.
Không thể công phá Hàm Đan, Vương Hột hợp quân ở ngoại ô Phàn Thành, sau đó tiến xuống đánh Ngụy, diệt 6000 quân Ngụy.
Sau khi trải qua 14 năm (244 TCN), Vương Hột đã qua đời.